# Lavoratore
Un lavoratore è una persona che svolge un'attività manuale o intellettuale in un contesto di produzione di beni o erogazione di servizi, svolgendo la sua attività lavorativa a titolo oneroso oppure a titolo gratuito (in questa seconda accezione una persona che svolge un'attività lavorativa come volontario è anch'essa un lavoratore).

## Descrizione
Sebbene si ritenga, superficialmente, che il lavoratore sia solo il classico dipendente, pur tuttavia sono diverse le tipologie, alcune delle quali molto diffuse. Di seguito una sintetica presentazione.
Il termine, senza altre specificazioni, si riferisce solitamente a coloro che prestano l'attività lavorativa alle dipendenze di un datore di lavoro, pubblico (ente o azienda pubblica) oppure privato (impresa o lavoro autonomo): in questi casi si parla di lavoratore dipendente  o, in linguaggio più tecnico, lavoratore subordinato. Il lavoratore presta la sua attività in cambio di una retribuzione.
Una larga parte di lavoratori sono gli autonomi cioè quelli che lavorano "in proprio", che non hanno un datore di lavoro ma clienti.
A metà strada tra il lavoratore dipendente e quello autonomo vi è il lavoratore parasubordinato.
Categoria peculiare è quella dei soggetti che lavorano in cooperative in quanto sono, prima di tutto, soci lavoratori (e partecipano così al rischio di impresa), ma successivamente possono essere dipendenti, collaboratori o autonomi.
Il lavoratore occasionale ha una tipologia contrattuale ad hoc, non inquadrabile nelle altre. Medesimo discorso vale per chi eroga la prestazione nell'ambito del lavoro accessorio, formalizzato attraverso il voucher.
La classica forma di collaborazione con un'agenzia di somministrazione di lavoro è la missione a tempo determinato presso l'azienda utilizzatrice. Il soggetto è un dipendente dell'agenzia, con tutti i diritti e doveri dei lavoratori subordinati. Anche se non molto utilizzato in Italia, vi sono pure i dipendenti a tempo indeterminato (dell'agenzia) distaccati presso il cliente: questo è lo staff leasing.
Nel mondo del terziario avanzato (società di consulenza, studi professionali) è molto utilizzato il rapporto di lavoro come associato: semplificando, è un livello intermedio tra il collaboratore e il socio.
Caso un po' complicato da inquadrare negli schemi classici, per i non addetti in amministrazione del personale, è quello dei soci lavoratori e/o amministratori "operativi" di società (sia di persone, è questa è la situazione più ordinaria, che quella di capitali): a seconda di diverse combinazioni (unico reddito da lavoro o meno, solo reddito da partecipazione finanziaria, inquadramento professionale, previdenziale e assicurativo, tipologia di mansione, ecc.) queste persone possono essere (per la società stessa) o lavoratori dipendenti o collaboratori coordinati e continuativi (che è il caso prevalente per i soci/amministratori di piccole-medie imprese in forma societaria) o prestatori d'opera a partita iva.
Questo serve anche a capire perché i piccoli imprenditori, i soci operativi di società, i componenti del vertice delle imprese a controllo familiare (che in Italia sono tantissime, anche nelle grandi aziende), oltre a essere "lavoratori" nel senso letterale del termine, lo sono anche dal punto di vista dell'amministrazione del personale: o sono dipendenti o sono co.co.co. Invece,  amministratori di estrazione finanziaria e quindi che esercitano queste funzioni in diverse società (come un vero e proprio mestiere) sono il più delle volte (per le società stesse di cui sono amministratori) persone fisiche che emettono fattura.
Infine, anche gli stagisti e/o tirocinanti, i ricercatori universitari o i praticanti (non gli apprendisti che ricadono in un contratto di lavoro dipendente ben codificato) sono naturalmente lavoratori e il legame contrattuale può essere di stage/tirocinio vero e proprio oppure quelli già visti sopra nel caso del praticantato (che è essenzialmente caratteristico delle libere professioni ordinistiche) o dell'inquadramento accademico durante e dopo lo svolgimento del dottorato di ricerca.

## Nel mondo

### Italia
Oltre al lavoratore dipendente, vi è il lavoratore autonomo che è indipendente da un datore di lavoro. Pertanto, riceve il compenso da un committente oppure i ricavi dalla clientela. In Italia, il numero di lavoratori autonomi è molto alto e il rapporto autonomi sul totale addetti è tra i più elevati dentro e fuori l'Europa. Pertanto, molti lavoratori autonomi, avendo dei dipendenti a loro carico, sono essi stessi datori di lavoro (caso tipico dei piccoli imprenditori) o delle imprese (ditte) individuali nonché dei liberi professionisti.
Vi sono i soggetti che stanno, per così dire, a metà tra i dipendenti e gli autonomi: i lavoratori parasubordinati. In questa famiglia vi sono, soprattutto, i collaboratori a progetto (ma non, in termini rigorosi e formali, il personale in somministrazione in quanto questo è dipendente dell'agenzia anche se spesso è inserito tra il lavoro parasubordinato). Con il superamento dei cocopro i parasubordinati sono rappresentati soprattutto dagli addetti con contratto di collaborazione coordinata e continuativa (cococo).
L'articolo 2 del D.Lgs.81/2008 definisce il lavoratore come "persona che, indipendentemente dalla tipologia contrattuale, svolge un'attività lavorativa nell'ambito dell'organizzazione di un datore di lavoro pubblico o privato, con o senza retribuzione, anche al solo fine di apprendere un mestiere, un'arte o una professione, esclusi gli addetti ai servizi domestici e familiari."
L'articolo 2104 del Codice civile afferma che il "lavoratore deve usare la diligenza richiesta dalla natura della prestazione dovuta e dall'interesse dell'impresa". L'articolo 2105 inoltre prevede espressamente l'"obbligo della fedeltà" ossia al lavoratore è vietato divulgare notizie attinenti ai metodi di produzione dell'azienda o sulla organizzazione nonché "trattare affari, per conto proprio o di terzi, in concorrenza con l'imprenditore".